# Dornie
Dornie är en ort i Storbritannien.   Den ligger i kommunen Highland och riksdelen Skottland, i den nordvästra delen av landet, 700 km nordväst om huvudstaden London. Dornie ligger 7 meter över havet och antalet invånare är 360.
Terrängen runt Dornie är huvudsakligen kuperad. Dornie ligger nere i en dal.  Trakten runt Dornie är nära nog obefolkad, med mindre än två invånare per kvadratkilometer. Närmaste större samhälle är Glenelg, 9,6 km sydväst om Dornie. I omgivningarna runt Dornie växer i huvudsak blandskog.